# Astranthium beamanii
Astranthium beamanii là một loài thực vật có hoa trong họ Cúc. Loài này được DeJong mô tả khoa học đầu tiên năm 1965.